# ماس‌اسلایس
ماس‌اسلایس (به هلندی: Maassluis) یک منطقهٔ مسکونی در هلند است که در هلند جنوبی واقع شده‌است. ماس‌اسلایس ۴ متر بالاتر از سطح دریا واقع شده‌است.

## خواهرخوانده
شهر هاتوان خواهرخواندهٔ ماس‌اسلایس هست.

## نگارخانه

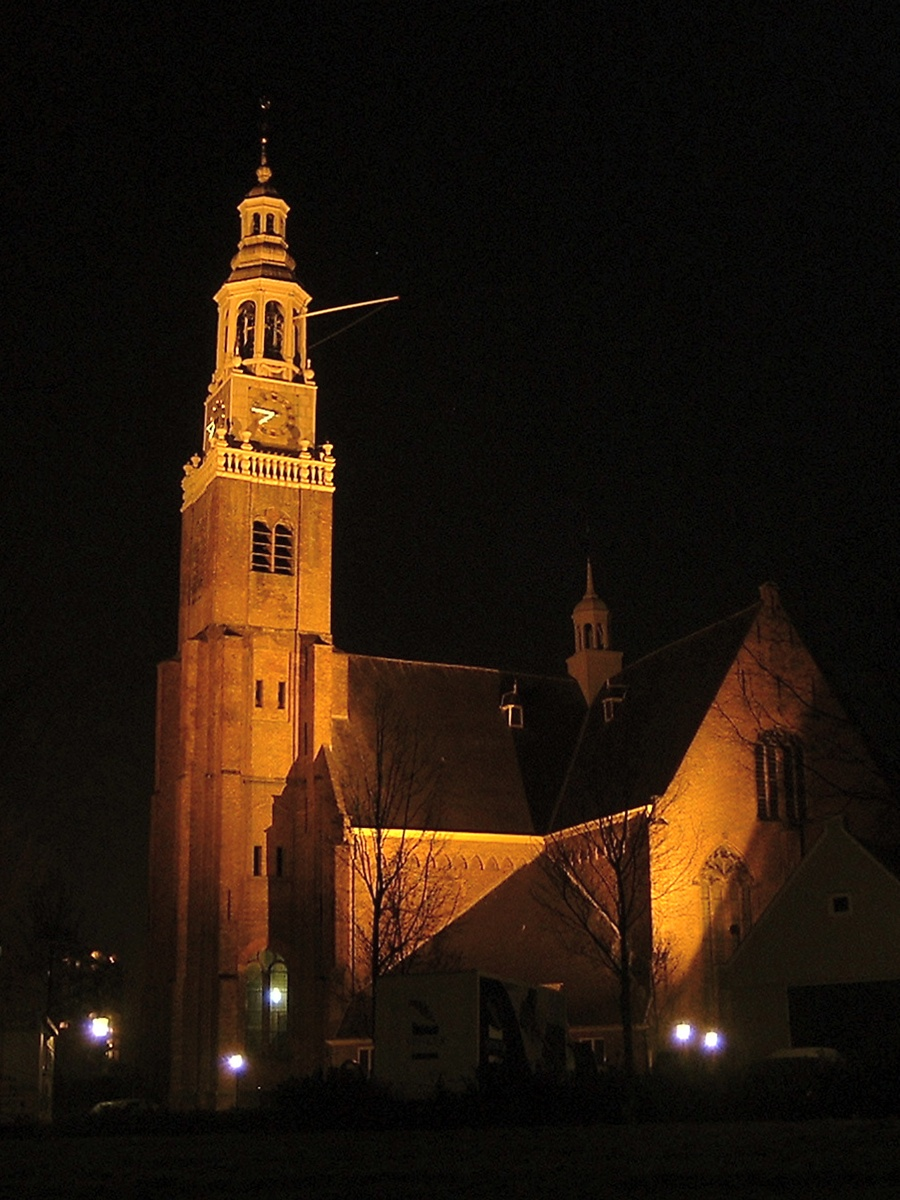
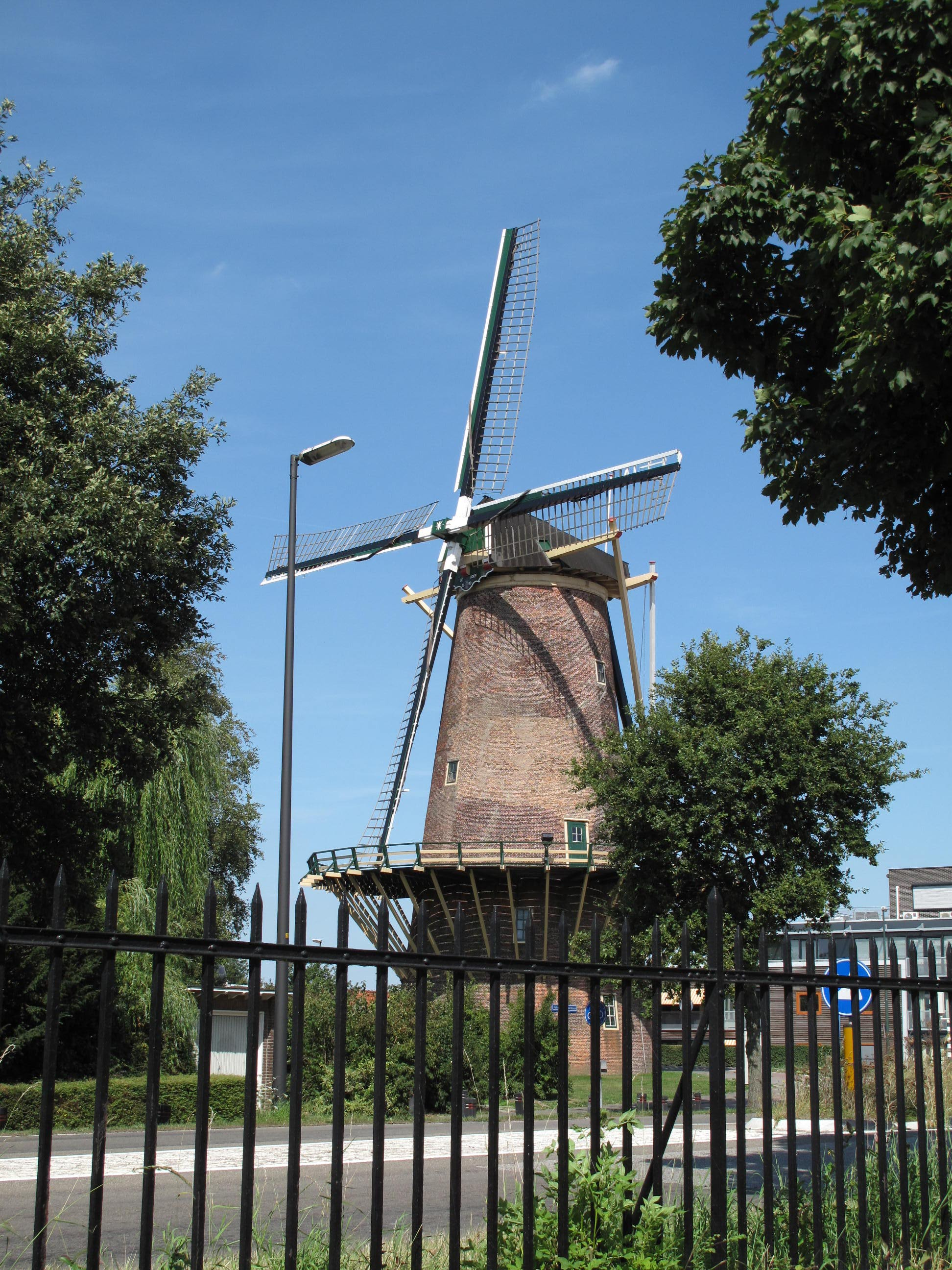
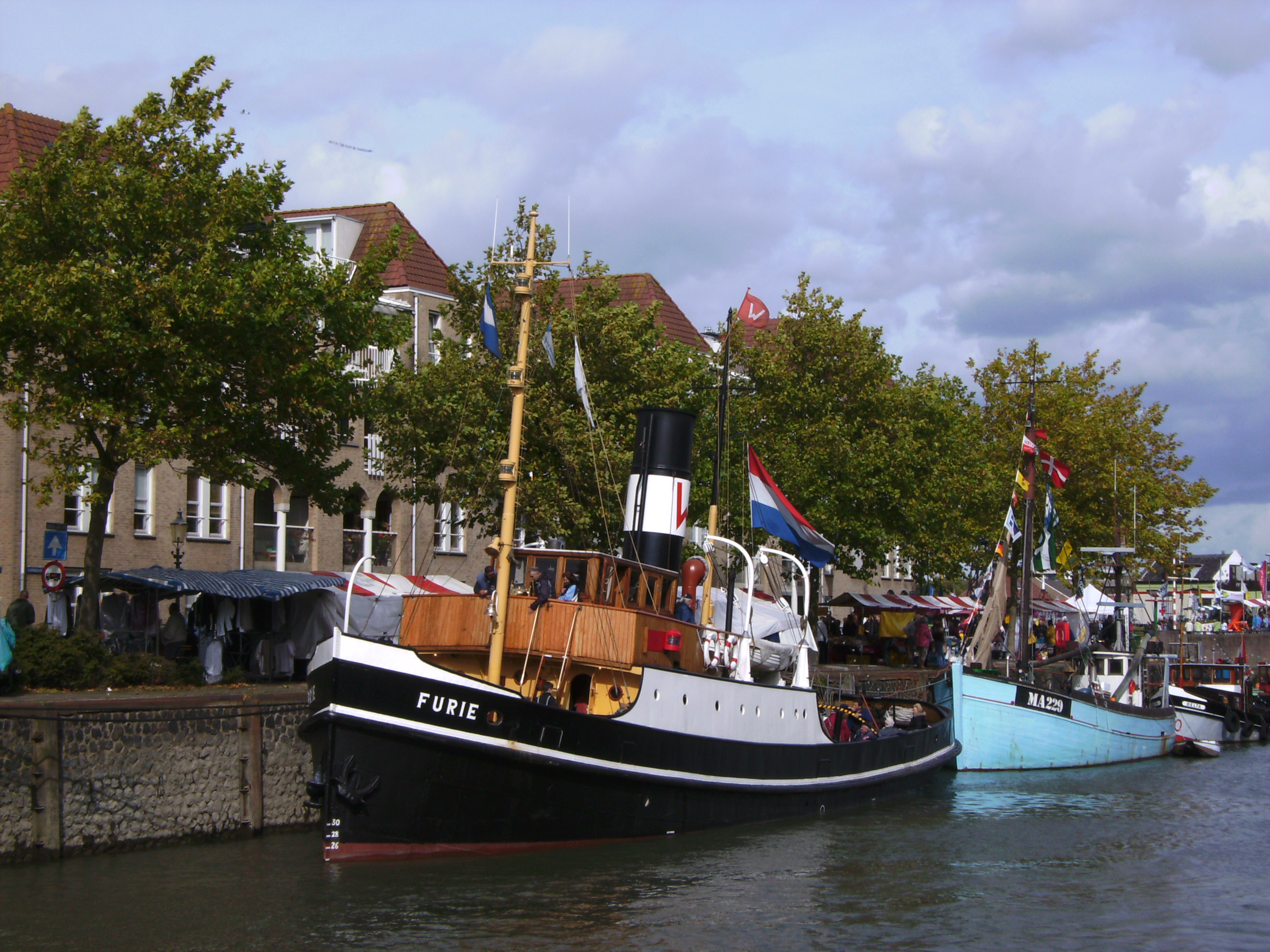
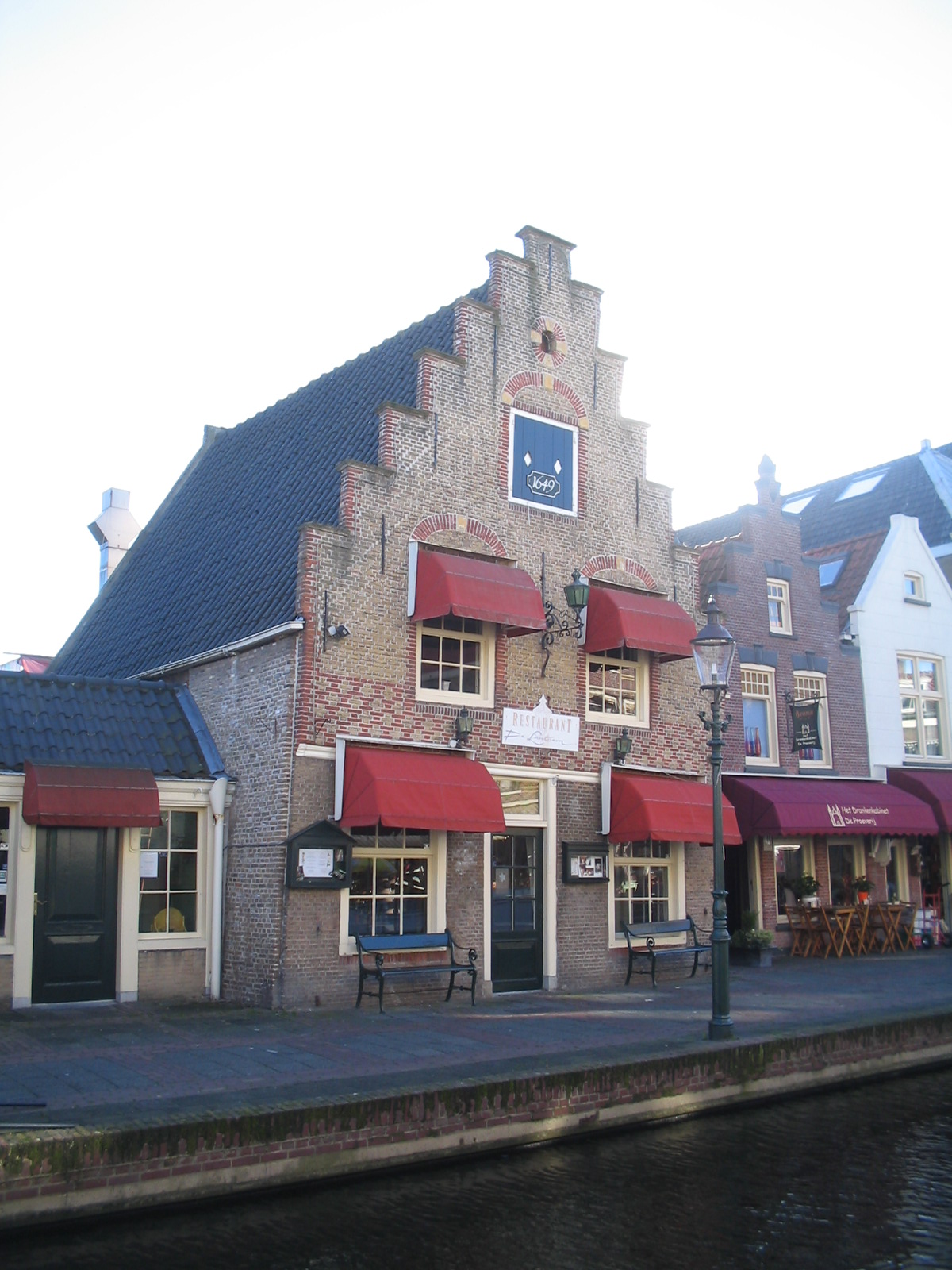
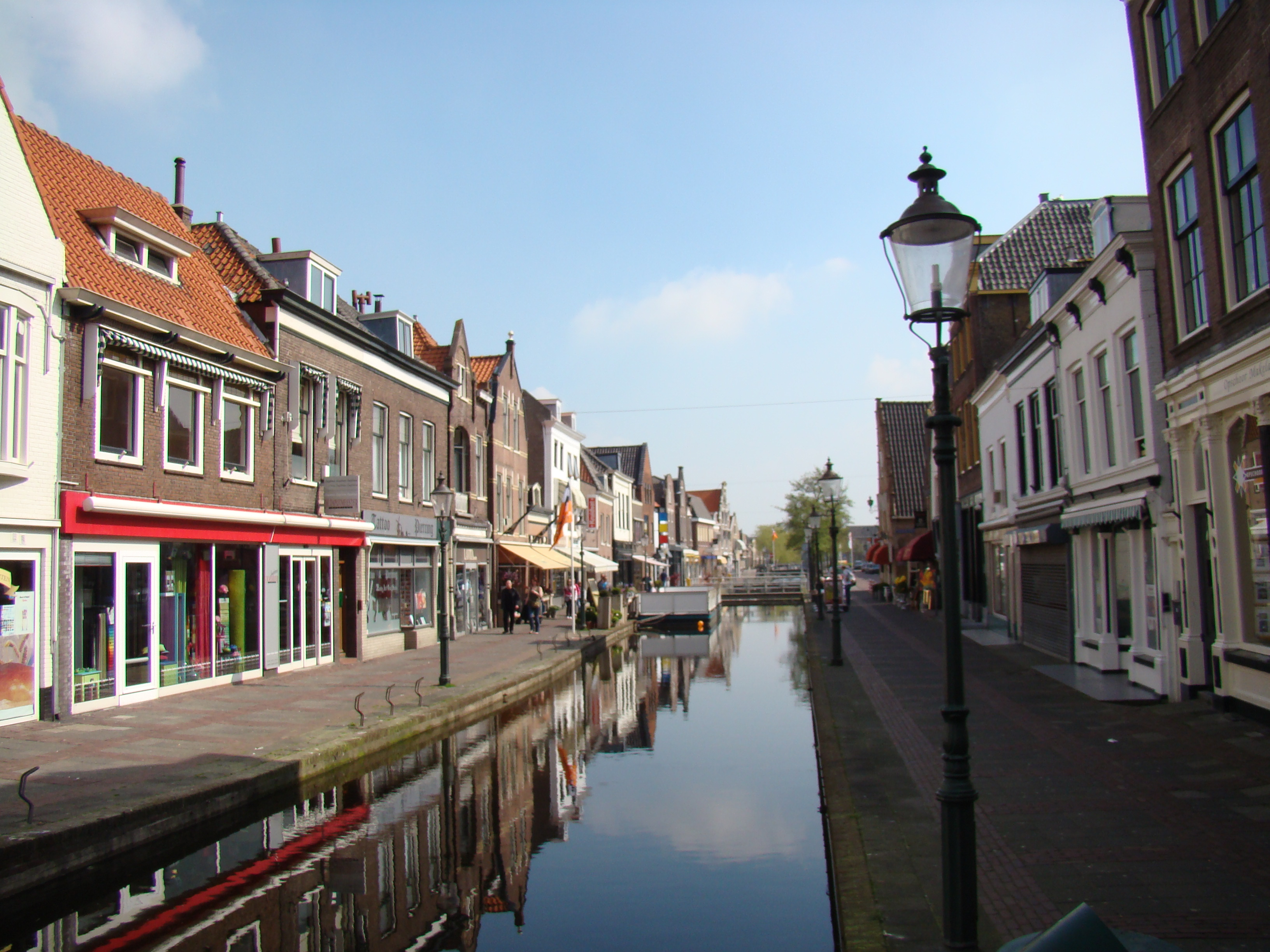
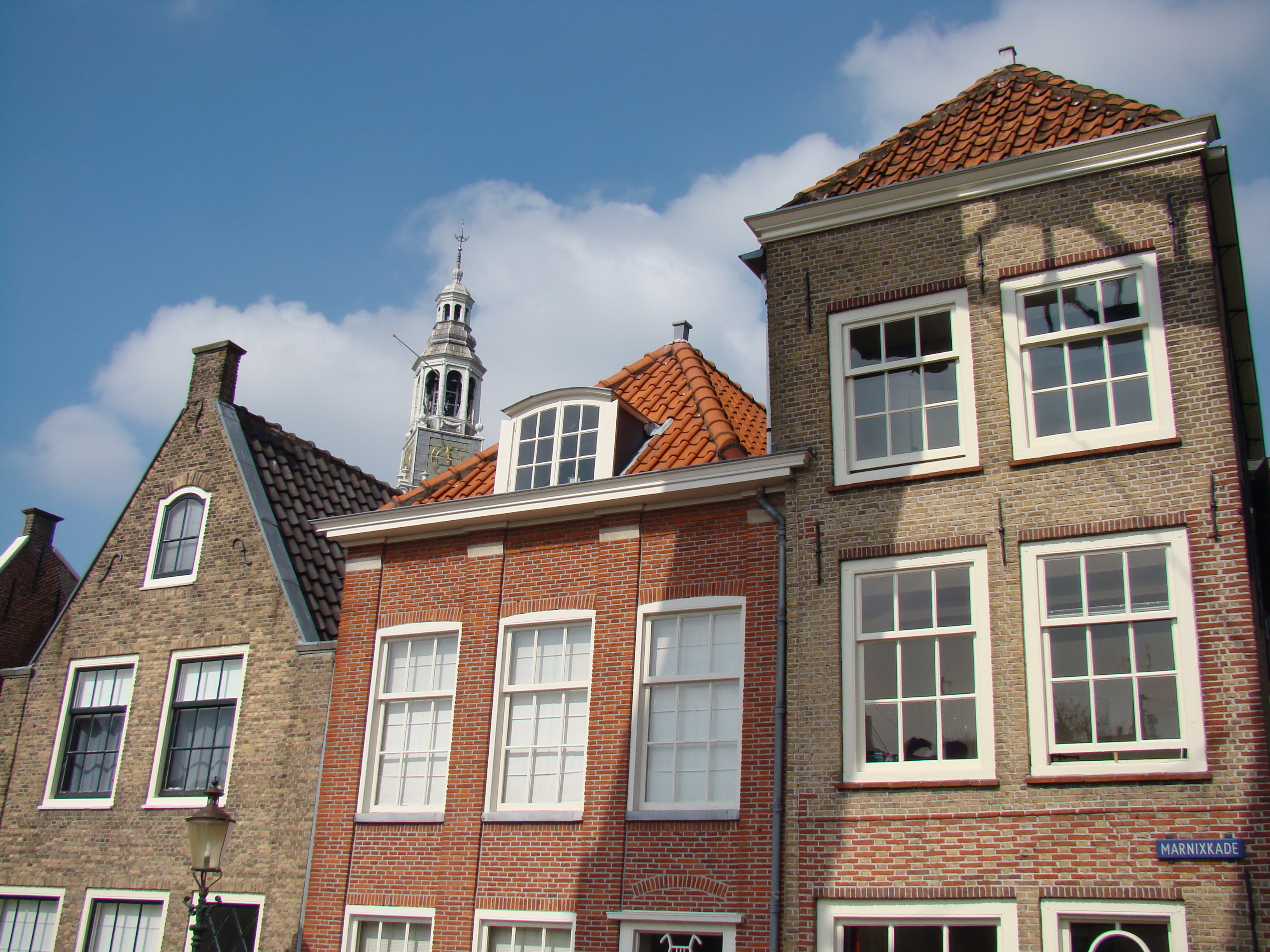
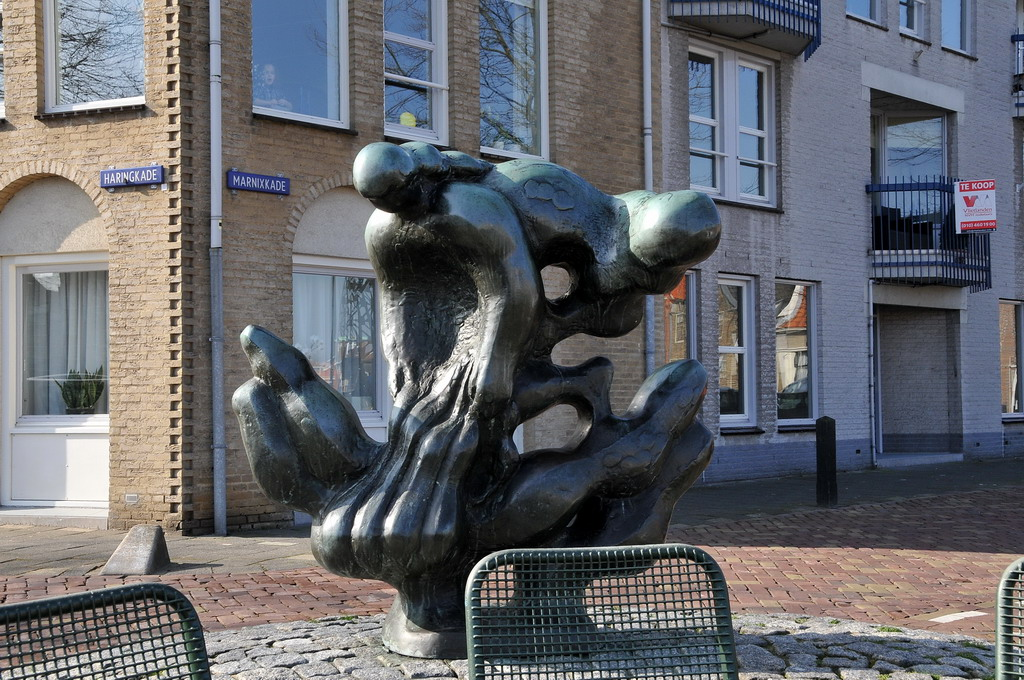
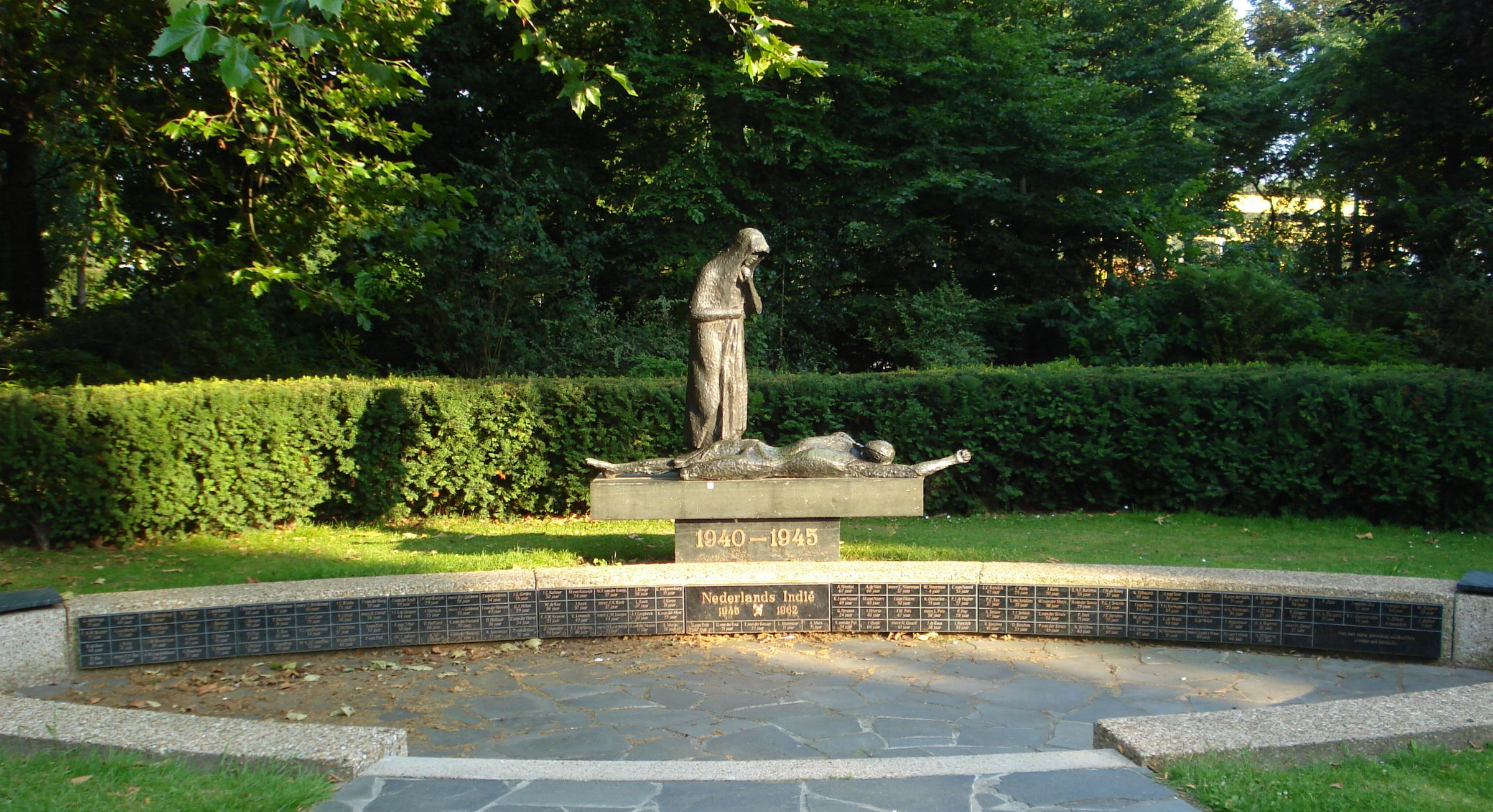